# Pasażer (film 2018)
Pasażer (ang. The Commuter) – francusko-amerykańsko-brytyjski thriller z 2018 roku w reżyserii Jaumego Colleta-Serry. Główne role w filmie zagrali Liam Neeson i Vera Farmiga.
Premiera filmu odbyła się 8 stycznia 2018 w Nowym Jorku. Cztery dni później, 12 stycznia, obraz trafił do kin na terenach Stanów Zjednoczonych i Polski.

## Fabuła
Film opisuje historię agenta ubezpieczeniowego Michaela MacCauley’ego (Liam Neeson), który prowadzi ustabilizowane nudne życie. Każdego dnia o tej samej porze dojeżdża z domu na przedmieściu do pracy, a wieczorem wraca do rodziny. Jego życie staje na głowie, kiedy spotyka w pociągu tajemniczą kobietę Joannę (Vera Farmiga). Podczas krótkiej rozmowy okazuje się, że nieznajoma zadziwiająco dużo wie o życiu Michaela. Po chwili Joanna daje mu zadanie. Zanim dotrą do celu, MacCauley ma znaleźć i wskazać kogoś, kto tego dnia nie powinien się znajdować w pociągu. Jeśli mu się to nie uda, zginą żona i dzieci Michaela oraz reszta pasażerów.

## Obsada
- Liam Neeson jako Michael McCauley
- Vera Farmiga jako Joanna
- Patrick Wilson jako detektyw Alex Murphy
- Jonathan Banks jako Walt
- Elizabeth McGovern jako Karen McCauley
- Sam Neill jako kapitan Dave Hawthorne
- Dean-Charles Chapman jako Danny McCauley
- Florence Pugh jako Gwen
- Clara Lago jako Eva

## Produkcja
Zdjęcia plenerowe kręcono w Sacramento (Kalifornia), Nowym Jorku oraz hrabstwie Surrey (Anglia).

## Odbiór
Film Pasażer spotkał się z mieszaną reakcją krytyków. Agregujący recenzje filmowe serwis Rotten Tomatoes, w oparciu o sto trzy omówienia, okazał obrazowi 54-procentowe wsparcie (średnia ocena wyniosła 5,3 na 10). Na portalu Metacritic średnia ocen z 38 recenzji wyniosła 56 punktów na 100.